# Nomenclatura química
La nomenclatura química (del latín nomenclatura) es un conjunto de reglas o fórmulas que se utilizan para nombrar  los compuestos químicos. La IUPAC (Unión Internacional de Química Pura y Aplicada; en inglés, International Union of Pure and Applied Chemistry) es la máxima autoridad en esta materia, y se encarga de establecer las reglas correspondientes (véase Nomenclatura IUPAC).

## Historia
La moderna nomenclatura química tiene su origen en el Méthode de nomenclature chimique. Siguiendo propuestas anteriores formuladas por químicos como Torbern Olof Bergman y Pierre Joseph Macquer, autores franceses como Louis-Bernard Guyton de Morveau, Antoine Lavoisier, Claude Louis Berthollet y Antoine François de Fourcroy adoptaron la composición química como criterio terminológico fundamental. Los elementos fueron designados con nombres simples (aunque sin ningún criterio común) y únicos, mientras que los nombres de los compuestos químicos fueron establecidos a partir de los nombres de sus elementos constituyentes más una serie de sufijos. Esta terminología se aplicó inicialmente tanto a sustancias del reino mineral como del vegetal y animal, aunque en estos últimos casos planteaba muchos problemas.[cita requerida]
El desarrollo de la química orgánica a partir de los años treinta del siglo XIX propició la creación de nuevos términos y formas de nombrar compuestos que se analizaron y se organizaron en el congreso de Ginebra de 1892, del que surgieron muchas de las características de la terminología de la química orgánica. El otro momento decisivo en el desarrollo de la terminología química fue la creación de la IUPAC (International Union of Pure and Applied Chemistry). La sociedad surgió a partir de la Asociación Internacional de Sociedades de Química, que se fundó en París en 1911 con representantes de sociedades nacionales de catorce países. De esta asociación surgieron varios grupos de trabajo encargados de estudiar nuevas propuestas de reforma de la nomenclatura química.[cita requerida]
Tras la interrupción producida por la Primera Guerra Mundial, volvió a crearse en 1919 una nueva asociación, que cambió su nombre por el de Unión Internacional de Química Pura y Aplicada (IUPAC). La guerra no solo supuso la aparición de una nueva organización, sino también la salida de las sociedades alemanas, que habían sido uno de los primeros impulsores de estas organizaciones internacionales de química. A pesar de ello, la nueva institución creció rápidamente hasta reunir en 1925 veintiocho organizaciones nacionales de química, entre las que se encontraba la española. Además, figuraban químicos representantes de diversas revistas como Chemical Abstracts estadounidense, el Journal of the Chemical Society, de Gran Bretaña, y el Bulletin Signaletique de la Société Chimique de France. Posteriormente se sumaron los editores de la Gazzeta Chimica italiana, los de la suiza Helvetica Chimica Acta y los del Recueil des Travaux Chimiques de Holanda. Finalmente, en 1930, se produjo la entrada de los representantes de las sociedades alemanas, lo que permitió que se integraran los representantes del Beilstein Handbuch de ese país, con lo que se completó la representación de las principales revistas y de los dos repertorios de química más importantes del momento. Todos ellos, junto con los representantes de las sociedades químicas, jugarían un papel decisivo en el desarrollo de la terminología química en los años siguientes.

## Sistema de nomenclatura para compuestos orgánicos
Este sistema de nomenclatura contiene las reglas y normas para nombrar a los compuestos orgánicos, moléculas compuestas esencialmente por carbono e hidrógeno enlazados con elementos como el oxígeno, boro, nitrógeno, azufre y algunos halógenos. Este sistema agrupa a la gran familia de los hidrocarburos.[cita requerida]

## Sistema de nomenclatura para compuestos inorgánicos
Este sistema de nomenclatura agrupa y nombra a los compuestos inorgánicos, que son todos los compuestos diferentes de los orgánicos. Actualmente se aceptan tres sistemas o subsistemas de nomenclatura, estos son: el sistema de nomenclatura estequiométrica o sistemático, el sistema de nomenclatura funcional o clásico o tradicional y el sistema de nomenclatura Stock. Estos tres sistemas nombran a casi todos los compuestos inorgánicos, siendo la nomenclatura tradicional la más extensa, y tiene grandes ramas del desarrollo físico y alternativo, y lleva a cabo varias interpretaciones de las funciones básicas de cada elemento.

## Función química
Se le  llama función química al conjunto de propiedades comunes que caracterizan a una serie de sustancias, lo que permite diferenciarlas de las demás. Este tipo de sustancias tienen un comportamiento propio y específico en los procesos químicos. Por ejemplo:
- ácidos
- hidróxidos
- óxidos
- sales

### Grupo funcional
En química orgánica las sustancias que pertenecen a una función química determinada poseen en sus moléculas un átomo o grupo de átomos de constitución análoga que las caracterizan. Por ejemplo, cualquier alcohol es identificable por su grupo funcional OH (oxidrilo) y su comportamiento químico es característico.